# Мазерати Куатропорте
Мазерати Куатропорте е италиански автомобил произвеждан от компанията Мазерати. Това е първия луксозен седан на марката.

## История
Първата Делта се появява през 1963 г. именуван като проект 107. Дизайнер на модела е Пиетро Фина. Автомобилът е представен на автомобилното изложение в Торино.